# Monasterio del Santo Sepulcro (Palera)
El monasterio del Santo Sepulcro (en catalán: monestir del Sant Sepulcre) se encuentra en el municipio de Beuda, en la comarca catalana de La Garrocha (España).

## Historia
El priorato benedictino fue consagrado por el obispo de Gerona, Berenguer Guifre en el año 1085, con la asistencia de los también obispos de Barcelona, Carcasona, Albí y Elna. En el año 1107 pasó a depender del monasterio de Santa María de la Grassa, hasta mediados del siglo XVI. A partir de entonces, contó con priores de monasterios como el de Besalú, Bañolas y Ripoll. Se constituyó como un gran centro de peregrinación ya que se podían conseguir indulgencias como las que se obtenían por visitar Tierra Santa.
Antiguamente hubo un trozo de la cruz de Jesucristo.[cita requerida]

## El edificio

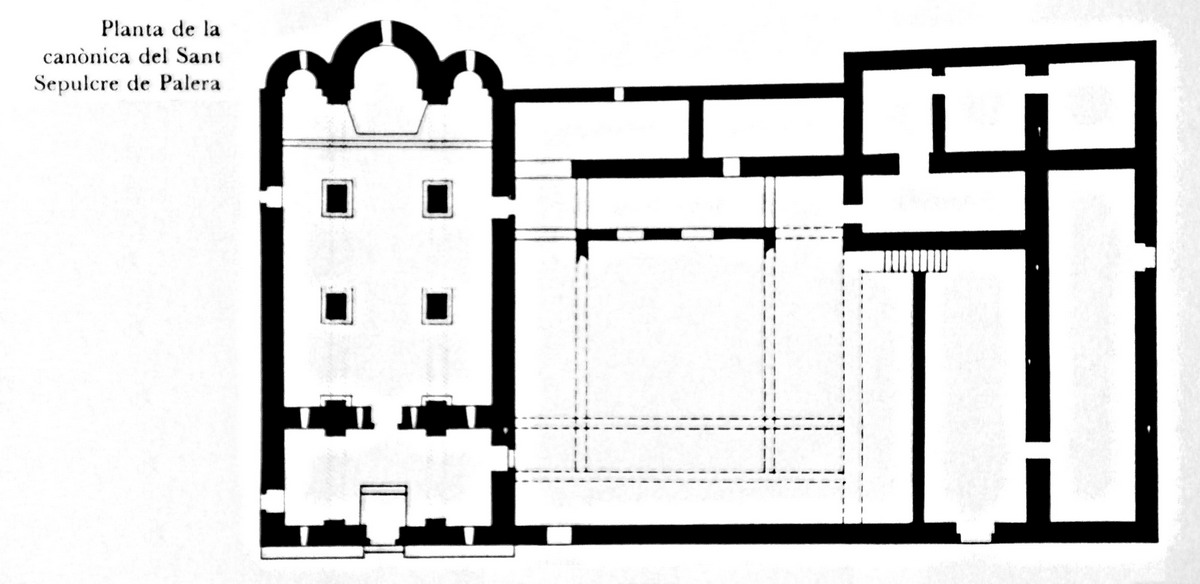
Planta del edificio

Se conserva la iglesia y algunas dependencias monacales, del claustro solo quedan dos arcos y restos de capiteles labrados con pájaros y figuras humanas, en bastante mal estado.
La iglesia, románica del siglo XI, es de tipo con forma basilical con tres naves con cabecera triabsial semicirculares, lisos y sin crucero. En la nave central, la bóveda es de cañón y en las laterales de cuarto de círculo, separadas por pilares de planta rectangular.
En el exterior, se continúa con la misma austeridad interior, no hay níngún adorno. En la fachada principal, la puerta está construida con arco de medio punto, tiene cuatro ventanas y un pequeño óculo, rematada con un campanario de espadaña de dos huecos.